# حميد (طب)

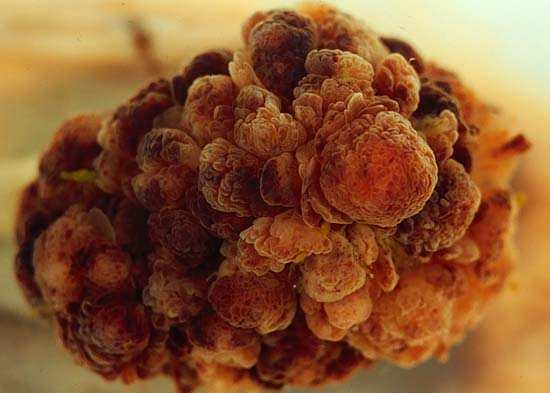

يستخدم لفظ حميد (بالإنجليزية: Benign)‏ لوصف أي مرض أو حالة صحية تبقى طويلا لكنها غير مؤذية. بالضد منها يستخدم لفظ خبيث.

## استخدامات الكلمة
في علم الأورام:
- ورم حميد

في غير علم الأورام:
- دوار الوضعة الانتيابي الحميد
- دوار الأطفال الانتيابي الحميد
- تصلب الكلية الحميد
- تضخم البروستات الحميد